# Edward L. Shaughnessy
Edward Louis Shaughnessy (* 29. Juli 1952) ist ein US-amerikanischer Sinologe und Universitätsprofessor. Er beschäftigt sich vor allem mit der frühen Geschichte Chinas, vor allem der Kultur- und Literaturgeschichte der Zhou-Dynastie.

## Leben
Shaughnessy absolvierte von 1970 bis 1974 ein Theologiestudium an der University of Notre Dame. Von 1974 bis 1977 studierte er die chinesischen Klassiker an der Tiande Academy in Taipei, danach bis 1978 Japanisch in Kyoto. Von 1978 bis 1983 studierte er Asiatische Sprachen an der Stanford University, wo er 1980 einen Master und 1983 einen Ph.D. erlangte. Seine Dissertation schrieb er über den Aufbau des Zhouyi.
Seit 1984 unterrichtet er am Institut für ostasiatische Sprachen und Zivilisationen der University of Chicago, seit 1996 hat er Professorenstellen inne. Darüber hinaus arbeitet er im Beirat einiger anderer amerikanischer und asiatischer Universitäten und wissenschaftlicher Zeitschriften.
Sein besonderes wissenschaftliches Interesse gilt Texten, die sich auf bei Ausgrabungen gefundenen Orakelknochen, Ritualbronzen und Bambusmanuskripten befinden. Darüber hinaus bearbeitet er die frühesten überlieferten Werke der klassischen chinesischen Literatur, vor allem Zhouyi, Shijing und Shangshu.

## Werke
- Edward L. Shaughnessy und Michael Loewe (Hrsg.): The Cambridge History of Ancient China. Cambridge University Press, Cambridge 1999, ISBN 0-521-47030-7.
- Edward L. Shaughnessy (Hrsg.): China: Empire and Civilization. Oxford University Press, Oxford 2005, ISBN 0-19-518287-1.